# 伊達宗村 (鎌倉時代)
伊達 宗村（だて むねむら）は、鎌倉時代の伊達氏2代当主。通称は次郎。官位は従五位下。別名は殖野為重と伝わる。

## 略歴
初代当主伊達朝宗の次男で、母は結城氏。伊達氏の初代当主という説もある。戒名は持国院殿念山道正大居士。

## 常陸入道念西と宗村
『吾妻鏡』には、常陸入道念西が息子の為宗・為重・資綱・為家と共に奥州合戦で功を立てて伊達郡を与えられた記述が見られる。これが伊達氏の勃興であり、一般に念西を朝宗、為重が後の2代当主・宗村であると言われている。しかし、伊達氏の古い系譜・文書には初代を宗村としているものが多数見られることから、新井白石は『藩鑑』に於いて朝宗の息子の宗村こそが念西であると見なしている。近代になってからは、松浦丹次郎『伊達氏誕生』（寂静院、1983年）で同様の見解が採られている。松浦は3代当主・義広は次男・為重の息子であり、祖父・念西の養子になったとしている。
近年では、宝賀寿男が朝宗と宗村は同一人物であり、更にはその系譜を『新編常陸国誌』を基にして、伊佐実宗 - 中村秀宗 - 助宗 - 朝宗（念西）とし、山陰流の朝宗と念西と呼ばれた朝宗を全くの別人との説を出している。義広は三男・資綱の息子であり、祖父・念西の養子になったと言う。いずれにせよ、初期伊達氏の系譜にはいまだ解明されていない部分が多く見られる。

## 系譜
- 父：伊達朝宗（1129年 - 1199年）-高松院非蔵人・藤原朝宗
- 母：結城氏
- 兄弟姉妹
  - 長男：伊佐為宗（? - 1221年）-伊佐氏（常陸国）
  - 次男：伊達宗村
  - 三男：中村資綱
  - 四男：伊達為家 - 伊達氏（駿河国）
  - 五男：為行
  - 六男：田手実綱
  - 七男：延厳（僧）
  - 八男：伊達朝基
  - 九男：寺本為保
  - 女子：大進局 - 源頼朝室
- 義兄弟：中村朝定（伝 源義経の子）- 中村氏 (下野国)
- 室：不詳
  - 長男：伊達時綱 - 修理亮、伊達氏（出雲国）、伊達氏（但馬国）の祖
  - 次男：伊達義広（1185年 -1256/1251年）

## 備考
父・朝宗の築城と伝わる栃木県真岡市の中村城には、伊達騒動を題材にしたNHK大河ドラマ『樅ノ木は残った』のモデルになった古木がある。この古木は現在遍照寺の境内にあるカヤの古木で、昭和29年に栃木県指定天然記念物となった。文治5年（1189年）、宗村が、父・朝宗と共に源頼朝から奥州合戦における石那坂の戦いの恩賞として与えられた伊達郡・信夫郡に赴く際に「宗村公奥州征伐の凱旋記念樹」として宗村が植樹したとするいわれがある。

## 関連作品
- 政宗ダテニクル（声：石川界人）2016年のアニメ作品および2021年の劇場アニメ作品。福島県伊達市のご当地アニメとしてガイナが制作。